# Никулин, Вениамин Иванович
Вениамин Иванович Никулин (также Олькеницкий-Никулин, настоящее имя — Вениамин Владимирович (Волькович, Вольфович) Олькеницкий; 11 декабря 1866, Житомир — 8 февраля 1953, Лос-Анджелес) — русский театральный актёр, антрепренёр, импресарио, мемуарист.
Был антрепренёром Воронежского зимнего драматического театра и Одесского городского театра.

## Биография
Родился в Житомире, был одним из шестерых детей в еврейской семье: мать Ента Исруеловна Олькеницкая (в девичестве Староковская, 1841—?), была внучкой житомирского раввина реб Абеле; отец, вороновский Лидского уезда мещанин Юда-Вольф (Арья-Вольф, Волька) Мовшович Олькеницкий (1822—?), был содержателем постоялого двора. Родители заключили брак в Житомире 17 мая 1860 года.
Когда Вениамину было 14 лет, родители расстались, отец в 1881 году вновь женился и со старшим сыном переехал в Луцк, а Вениамин с матерью и младшими братьями — в Одессу. У него были братья Аба (1861—?, Авель, ставший в Америке актёром и Уильямом), Гирш (Григорий), Рувин (Рувим, 1868—1936) и Степан.
С 1885 года играл на сценах различных провинциальных драматических театров, сначала в Херсоне, потом в Житомире, Одессе, Харькове и других городах Западного Края; организовал собственную труппу. Тогда же стал использовать сценический псевдоним «Вениамин Никулин». Выдворенный в 1894 году из Владикавказа из-за отсутствия правожительства, вернулся к семье в Житомир, где принял лютеранство и, получив возможность играть вне черты оседлости, продолжил гастроли во Владикавказе.
Был директором театра в Калуге, в 1897—1917 годах был содержателем и директором Воронежского зимнего драматического театра, в 1906 году взял также в аренду Одесский городской театр.
Весенне-летние сезоны 1909—1913 годов проводил со своей труппой в Севастополе, где взял в аренду Летний городской театр, получивший имя «Театр Никулина». Ядро труппы составляли актёры киевского русского драматического театра
Соловцова. В разные годы в труппе Никулина работали Борис Горин-Горяйнов, Николай Радин, Илларион Певцов, Николай Кручинин (Хлебников), Владимир Грибунин, Виктор Петипа.
До 1919 года работал в Наркомпросе РСФСР и управляющим бюро при Совете Русского театрального общества в Москве, возглавлял Московский театральный комитет. Свой последний сезон в качестве театрального антрепренёра провёл летом 1918 года в Воронеже. В 1928 году через Париж эмигрировал в США. Оставил обширные воспоминания о театральной жизни в дореволюционной России — «Записки театрального директора: государство, общество и театр» (Нью-Йорк, 1942). В Одессе и в эмиграции был дружен с журналистом Львом Камышниковым (1881—1961), редактором и издателем газеты «Южная мысль» и журнала «Театр и кино»; драматургом и фельетонистом П. Т. Герцо-Виноградским (1867—1929), публиковавшимся под псевдонимом «Лоэнгрин»; баритоном М. И. Днепровым (1881—1966), к книге воспоминаний которого он написал предисловие.
Похоронен на кладбище Hollywood Forever.

## Семья
Первая жена — Сабина Розенталь. Вторая жена (после 1894 года) — артистка Елена Ивановна Шеина (первым браком замужем за артистом С. А. Шеиным).
Внучка антрепренёра — писатель и мемуарист Ольга Львовна Никулина (1937—?) — упоминает, что у В. И. Никулина было 11 детей, из которых четверо жили с ним в Америке. Сыновья — актёр Константин Шейн, писатель Лев Никулин и драматург Юрий Никулин, дочь — актриса Тамара Шейн; внук — актёр Валентин Никулин, зять — актёр Аким Тамиров. Дочь — Галина Вениаминовна Олькеницкая (8 мая 1907 — 4 февраля 1989), была замужем за философом Г. Е. Глезерманом. Сын Виктор, белоэмигрант, работал шофёром в советском посольстве в Париже; дочь Магда (в замужестве Тумаркина) после ареста мужа была осуждена как ЧСИР.
Брат — антрепренёр, театральный администратор Рувим Волькович (Родион Владимирович) Олькеницкий (1868—1936); другой брат — Степан Иванович Сорочан — также был антрепренёром и актёром. Родион Олькеницкий с сезона 1913 года был арендатором Городского сада, руководителем театра «Фарс» и директором Катерининского театра в Кременчуге, Степан (Станислав) Сорочан выступал на сцене этого же театра как актёр и режиссёр.
Племянницы — Любовь Родионовна Олькеницкая (по сцене Эвелинова, 1904—?), актриса студии Малого театра (1931) и Московского ТЮЗа (1937—1940), была замужем за главным режиссёром Московского ТЮЗа Андреем Ивановичем Кричко (1901—1967); актриса Ева Родионовна Владимирова (Олькеницкая, в замужестве Шрейдель; 1897—1926), её сын — режиссёр Владимир Шредель. Племянник — артист Малого театра Виктор Родионович Ольховский (Давид Рувинович Олькеницкий, 1895—1935).

## Книги
В. И. Никулин. Записки театрального директора: государство, общество и театр. Нью-Йорк, 1942. — 350 с.